# صقر يهاجم حمامة (رسم)
صَّقرُ يهاجم حَمامة (بالألمانية: Falke auf eine Taube stoßend)‏ هي لوحة زيتية بريشة الرسام الواقعي أدولف مينزل، أنتجت عام 1844 كهدف للصيد. الآن ضمن مجموعة المعرض الوطني القديم في برلين.

## الوصف
تُظهِر اللوحة صقرًا بمنقار مفتوح ومخالب متناثرة في الجو ينعطف من أعلى اليمين على حمامة بيضاء، والتي تأتي من اليسار، مع أقدام منتشرة بالمثل وذيل مطوي لأسفل، متناثرة، يتم تقديم المشهد في شكل كامل: تصل الأجنحة الممتدة للطائر الجارح إلى الزاوية اليسرى العليا للصورة وإلى الحافة العلوية للصورة، بينما ينتهي ريش الذيل للحيوان الجارح فوق الحافة السفلية من الصورة. صورة. تشكل الخلفية تمثيلاً للسماء، والتي تأخذ لونًا داكنًا رماديًا أخضر مقابل حواف اللوحة ويبدو أنها تتحول إلى مشهد غابة أو مدينة أدناه، بينما في الوسط يكون لونها أزرق سماوي أكثر والموقع المركزي يتم تمييز المساحة بين المنقار الجاهز للوصول ألى فريستة بالإضافة إلى مخالب الصقر والفريسة بواسطة سحابة بيضاء في الخلفية. اللون هنا رقيق بشكل غير مادي، لأنه فطير، أحيانًا فقط باستخدام الرؤوس المطبقة على شعيرات الفرشاة، على سبيل المثال في الريش الناعم لرأس الحمام.
في وصف كتالوج من عام 1980، تم التأكيد بشكل خاص على لون اللوحة: "الوحدة الخلابة المنقولة بشكل جميل للريشة الممزقة والسماء المضيئة بحزن، والتشابك الناعم للون الأبيض والرمادي لخصلات الأجنحة والخرز - كل هذا يذكرنا بعشق مينزل الكبير لروبنز: في النادي الأدبي، أطلقوا على اللوحة اسم "اللهب العظيم".

## التاريخ
تعد لوحة «صقر يهاجم حمامة» أحد أعمال مينزل السابقة. نشأت اللوحة، المنفذة على عدة أوراق من الورق المطلي بالزيت والمرسومة على لوح خشبي، حوالي عام 1844. ويبدو أنها قد استخدمت في الواقع كصورة هدف في نادي الرماية، حيث تم إطلاق العديد من الطلقات على اللوحة، والتي تم تصحيحها وترميمها لاحقًا. تم الحصول على اللوحة في عام 1906 من قبل معرض برلين الوطني. تم بيعها من قبل تاجر الأعمال الفنية في برلين «إرنست زيسلين». في السابق، كانت الصورة ملكًا لمحكمة مقاطعة باش في ليجنيتز في سيليزيا. في تاريخ جورج دهيو للفن الألماني، تم وصف اللوحة بأنها تحفة فنية لم يقدرها مينزل بدرجة كافية.

## خلفية
بفضل عمله الغرافيكي، الخالي من التحيز ضد أي نوع من الفنون غير الرسمية، رسم مينزل هذا العمل والذي كان من أجل وضعه كهدف إطلاق نار بتفاني خاص. نشأت الفرصة خلال الرحلة إلى سيليزيا عام 1844 في لينيتز. كتب في وقت لاحق إلى مالك الصورة، التي تم ترميمها منذ ذلك الحين، «في الواقع»، «لقد تبرعت بالصورة المستهدفة التي رسمتها لحدث إطلاق النار في بداية الأربعينيات من النادي الذي دعوت اليه كضيف الشرف مرارًا وتكرارًا. أتشوق لرؤية الشيء نفسه مرة أخرى - لا أشعر بنفسي، على العكس من ذلك، أتمنى أن يكون هذا النادي - الذي لم أعد أتذكره أيضًا - قد جذب عددًا كبيرًا من الرماة الجيدين من بينهم» في هذه المناسبة، يُقال إن مينزل البالغ من العمر ثمانية وعشرين عامًا، والذي رسم قبل ذلك بوقت قصير نسورًا تقاتل في الهواء من أجل كتاب كوغلر «تاريخ فريدريك الكبير» (1840-1842)، درس تحليق الطيور بشكل أكثر شمولًا وكان الآن قادرًا على إظهار ورسم صقر أثناء انعطاف حاد وهو يحرك ذيله كدفة.

## الرسام

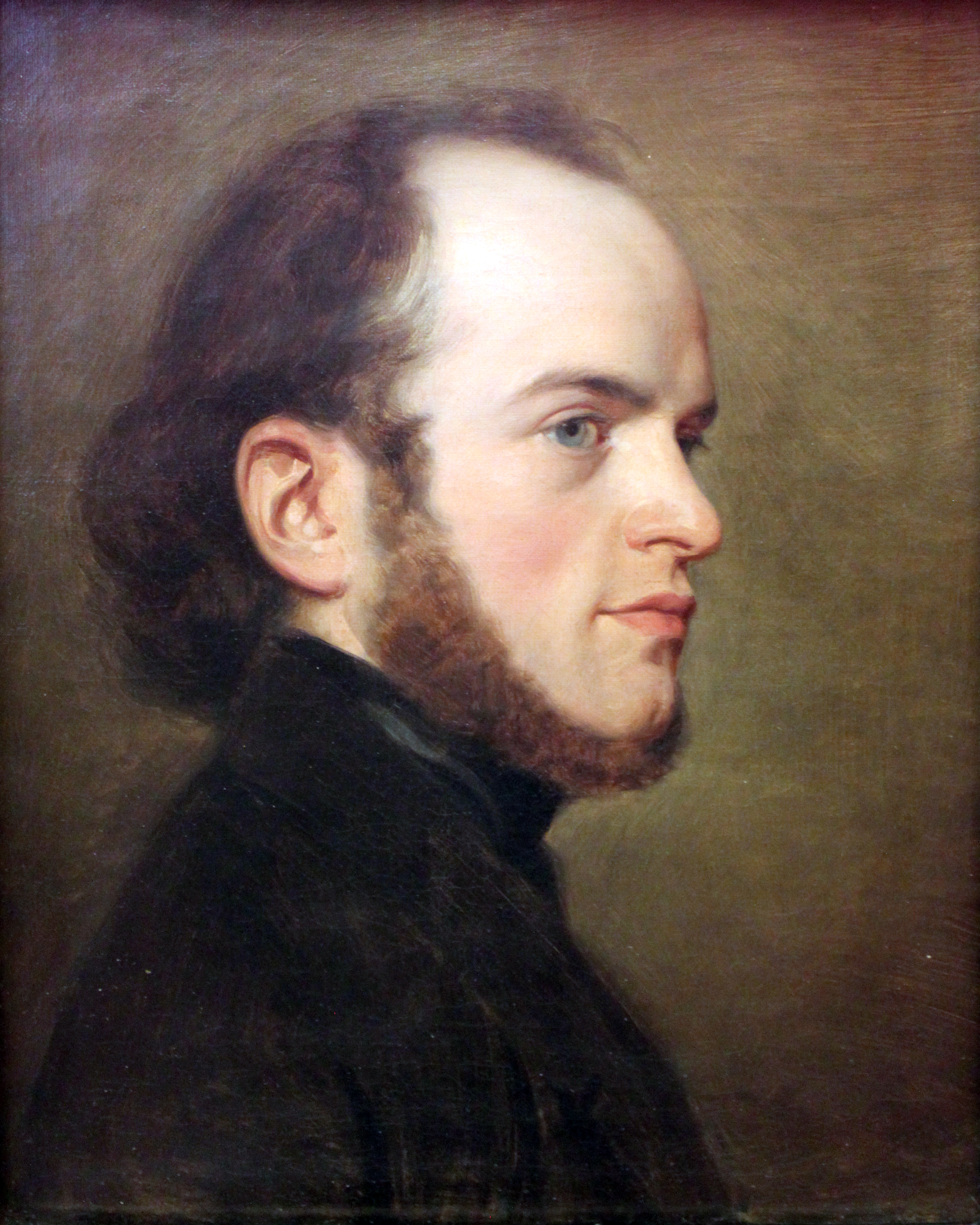
أدولف فون مينزل

أدولف فون مينزل (1815 – 1905 م) هو رسام، ورسام توضيحي ألماني، ولد في فروتسواف، وكان عضوًا في الأكاديمية الملكية للفنون، توفي في برلين، عن عمر يناهز 90 عاماً. حظي مينزل بشعبية واسعة في بلده خاصة بسبب لوحاته التاريخية لدرجة أن القليل من لوحاته الرئيسية قد غادرت ألمانيا، إذ وضع الكثير منها في متاحف مدينة برلين. نُشرت أعماله (وخاصة رسوماته) على نطاق واسع، إلى جانب بعض اللوحات غير الرسمية التي لم تكن مخصصة للعرض في البداية والتي ساهمت إلى حد كبير في ازدياد شهرته بعد وفاته. وعلى الرغم من أنه سافر بحثًا عن مواضيع للوحاته ولزيارة المعارض ولقاء فنانين آخرين، فقد أمضى مينزل معظم حياته في برلين، وكان منعزلًا عن الآخرين على الرغم من صداقاته العديدة. من المحتمل أنه شعر بالغربة اجتماعيًا لأسباب جسدية، إذ امتلك مينزل رأسًا كبيرًا، وقدر طوله بنحو 4 أقدام وست بوصات (1.37 متر).